# بسام المسلم

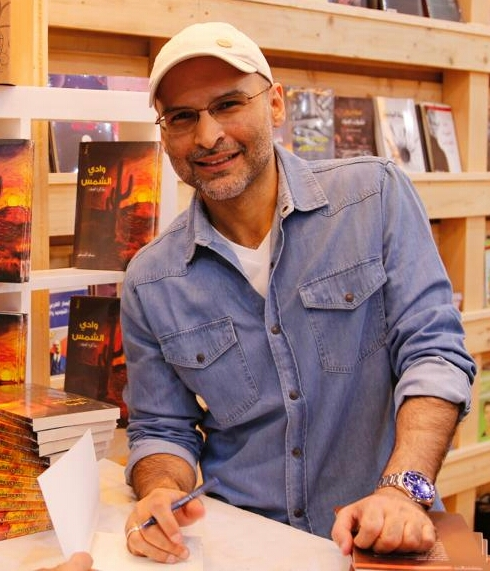
بسام المسلم في معرض الكويت الدولي للكتاب ، نوفمبر 2019

بسام المسلّم اسمه الكامل بسام صالح عبد اللطيف المسلّم روائي كويتي حائز على جوائز، وكاتب قصة قصيرة، ومحرر مساعد سابق في وكالة الأنباء الكويتية (كونا). أصدر ثلاثة كتب من بينها مجموعتان من القصص القصيرة، تحت برج الحمام (2010)، والبيرق: قصص في مهب الريح (2013) والتي فازت بجائزة ليلى العثمان في العام نفسه. فازت قصته القصيرة، غسالة أدهم، في مسابقة نظمتها مجلة العربي وبي بي سي عربي ومقرها لندن في عام 2012.
تستكشف روايته الأولى، وادي الشمس: مذكرة العنقاء (2016)، ما وراء كواليس الحرب الأهلية السورية بتتبع رحلة خريج كويتي من جامعة ولاية أريزونا للانضمام إلى ميليشيا جبهة النصرة التي تقاتل ضد حكومة الأسد بين عامي 2013 و 2014.
وأشاد الروائي السوري فواز حداد بالرواية والروائي الكويتي إسماعيل فهد إسماعيل الذي أشاد بها على «جرأتها»، واصفا إياها بـ «تراجيديا العصر / الآن».
حازت الرواية على جائزة الدولة للآداب في عام 2018، وهي قيد الترجمة حاليًا إلى اللغة الصينية من قبل شركة China Intercontinental Press (CIP).

## التعليم
حائز على بكالوريـوس الآداب من «جامعة ولاية أريزونـا» بالولايات المتحدة الأميركية ودرجة الماجستـير من «كلية ماسترخـت للإدارة». بدأ حياته المهنية لدى إدارة التحرير في وكالة الأنباء الكويتية (كونـا) قبل انتقاله للعمل في القطاع الخاص. عضو رابطة الأدباء في الكويت ومنتدى المبدعين الجدد والملتقى الثقافي. أصدر مجموعته القصصية الأولى بعنوان «تحـت برج الحمـام» عن رابطة الأدباء في الكويت عام 2010.

## مؤلفاته
| م | الكتاب                    |  | الإصدار | الناشر                                    | الجوائز                         | عدد الصفحات | ISBN13        |
| - | ------------------------- |  | ------- | ----------------------------------------- | ------------------------------- | ----------- | ------------- |
| 1 | وادي الشمس: مذكرة العنقاء |  | 2016    | دار الفراشة للنشر والتوزيع                | جائزة الدولة للآداب في عام 2018 | 214         | 9789996636370 |
| 2 | البيرق قصص في مهب الريح   |  | 2013    | دار الفارابي (بيروت) دار الفراشة (الكويت) | جائزة ليلى العثمان              | 89          |               |
| 3 | تحت برج الحمام            |  | 2010    | رابطة الأدباء                             |                                 |             |               |

## الجوائز
- نال الجائزة الأولى للشيخة باسمـة المبـارك الصبـاح للإبـداع في القصـة القصيـرة عـام [1] 2009
- جائزة ليلى العثمان 2013
- جائزة الدولة للآداب في عام 2018
- جائزة مسابقة مجلة العربي وبي بي سي العربية في عام 2012 عن قصته القصيرة «غسالة أدهم».[7]